# Cálig
Cálig  (en valenciano y oficialmente, Càlig (IPA: [ˈka·ɫitʃ])) es un municipio de la provincia de Castellón, Comunidad Valenciana, España y perteneciente a la comarca del Bajo Maestrazgo.

## Geografía
Situada en el extremo septentrional de la Comunidad Valenciana, la villa de Cálig está situada encima de una colina de 123 m. sobre el nivel del mar.
Su término está formado por colinas con pendientes a veces pronunciadas y de escasas llanuras abiertas al cierzo, viento frío procedente de Aragón. Su clima es de inviernos suaves y veranos calurosos. Las alturas más representativas son las formadas por las colinas de la Tossa (169 m.) las Forques (185 m.) y la Somada (194 m.) el Mas de Vernet (204 m.).
Debido a esta singular distribución del terreno, es normal dentro del término de Cálig, en tiempo de lluvias, la salida de manantiales y pequeñas zonas pantanosas y la formación de numerosas acequias por donde se canalizan las aguas. En la vertiente norte, al lado mismo de la población, se encuentra el río Seco o rambla de Cervera, que procedente de la comarca de Los Puertos de Morella, recoge las aguas torrenciales y la de los barrancos que afluyen a su cauce.
La vegetación es la propia del paisaje de la zona mediterránea. Aquí crecen el matojo, zarzamora, aliaga, adelfa, palmito, hinojo, tomillo, romero, espliego, coscoja y la encina, entre una innumerable cantidad y variedad de arbustos y plantas que le dan una fisonomía característica y atrayente.
Sin embargo la mayor parte de las tierras son de cultivo.
Se accede a esta localidad desde Castellón tomando la AP-7 y luego la CV-135.

### Localidades limítrofes
El término municipal de Cálig limita con las siguientes localidades:
San Jorge, Vinaroz, Benicarló, Peñíscola y Cervera del Maestre todas ellas de la provincia de Castellón.

## Historia
Históricamente formaba parte del término del castillo de Cervera, y después se integró en la denominada bailía de Cervera. Por esto, perteneció su señorío a la Orden del Hospital desde 1234 hasta 1319, y a la Orden de Montesa desde dicho año hasta el siglo XIX. Fue la primera repoblación cristiana del término efectuada por el Gran Maestre hospitalario el 12 de julio de 1234 junto con Alí, una aldea que no llegó a consolidarse. El 11 de enero de 1540 fue erigida en villa independiente. En 1649 fue saqueada durante la Guerra de los Segadores.

## Demografía
Cálig cuenta con una población de 2048 habitantes (INE 2024).
| Gráfica de evolución demográfica de Cálig entre 1842 y 2021                                                         |
| |
| Población de derecho según los censos de población del INE Población de hecho según los censos de población del INE |

En 1646 tenía aproximadamente 1000 habitantes.

## Economía
El algarrobo, el olivo y el almendro, todos ellos cultivos de secano, han sido y son la producción básica y más importante del campo caligense. Sin embargo iniciada la década de los ochenta, y a consecuencia del hallazgo de agua subterránea, el paisaje aunque de forma paulatina, ha ido transformando su aspecto, ya que nuevos cultivos dedicados especialmente a la producción de hortalizas y en menor extensión naranjos y árboles frutales.

## Administración y política
Las siguientes personas, representando a los siguientes partidos políticos, han ostentado el honor de ser alcalde o alcaldesa de Cálig:
| Periodo   | Nombre                   | Partido   |
| --------- | ------------------------ | --------- |
| 1979-1983 | Agustín Merce Castellano | PSPV-PSOE |
| 1983-1987 | Agustín Merce Castellano | PSPV-PSOE |
| 1987-1991 | Agustín Merce Castellano | PSPV-PSOE |
| 1991-1995 | Manuel Anglés Anglés     | PSPV-PSOE |
| 1995-1999 | Manuel Anglés Anglés     | PSPV-PSOE |
| 1999-2003 | Manuel Anglés Anglés     | PSPV-PSOE |
| 2003-2007 | Manuel Anglés Anglés     | PSPV-PSOE |
| 2007-2011 | José Anglés Sans         | PP        |
| 2011-2015 | Ernestina Borràs Bayarri | PSPV-PSOE |
| 2015-2019 | Ernestina Borràs Bayarri | PSPV-PSOE |
| 2019-2023 | Ernestina Borràs Bayarri | PSPV-PSOE |
| 2023-act. | Ernestina Borràs Bayarri | PSPV-PSOE |

## Patrimonio

### Religioso

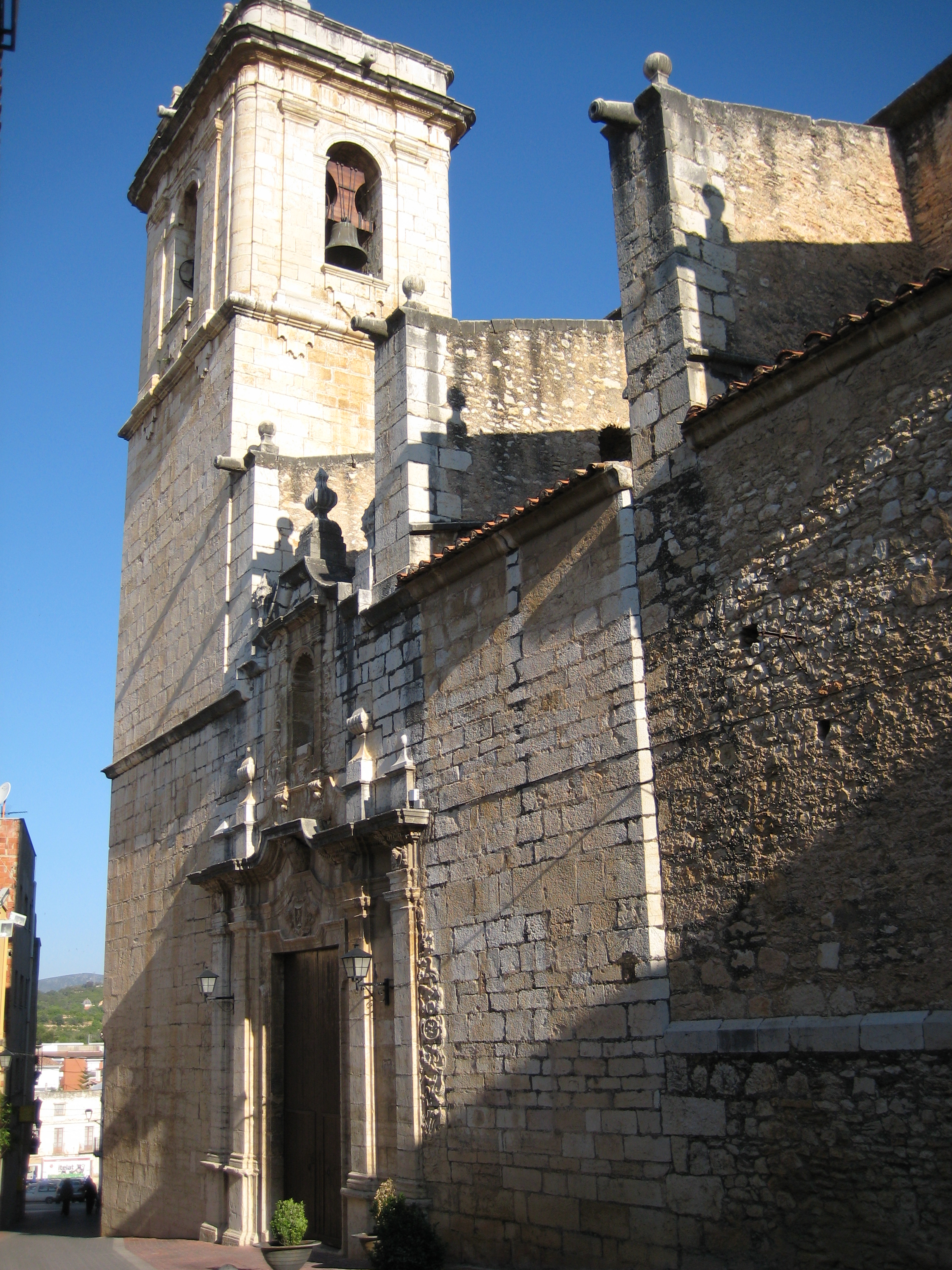
Iglesia parroquial de San Lorenzo

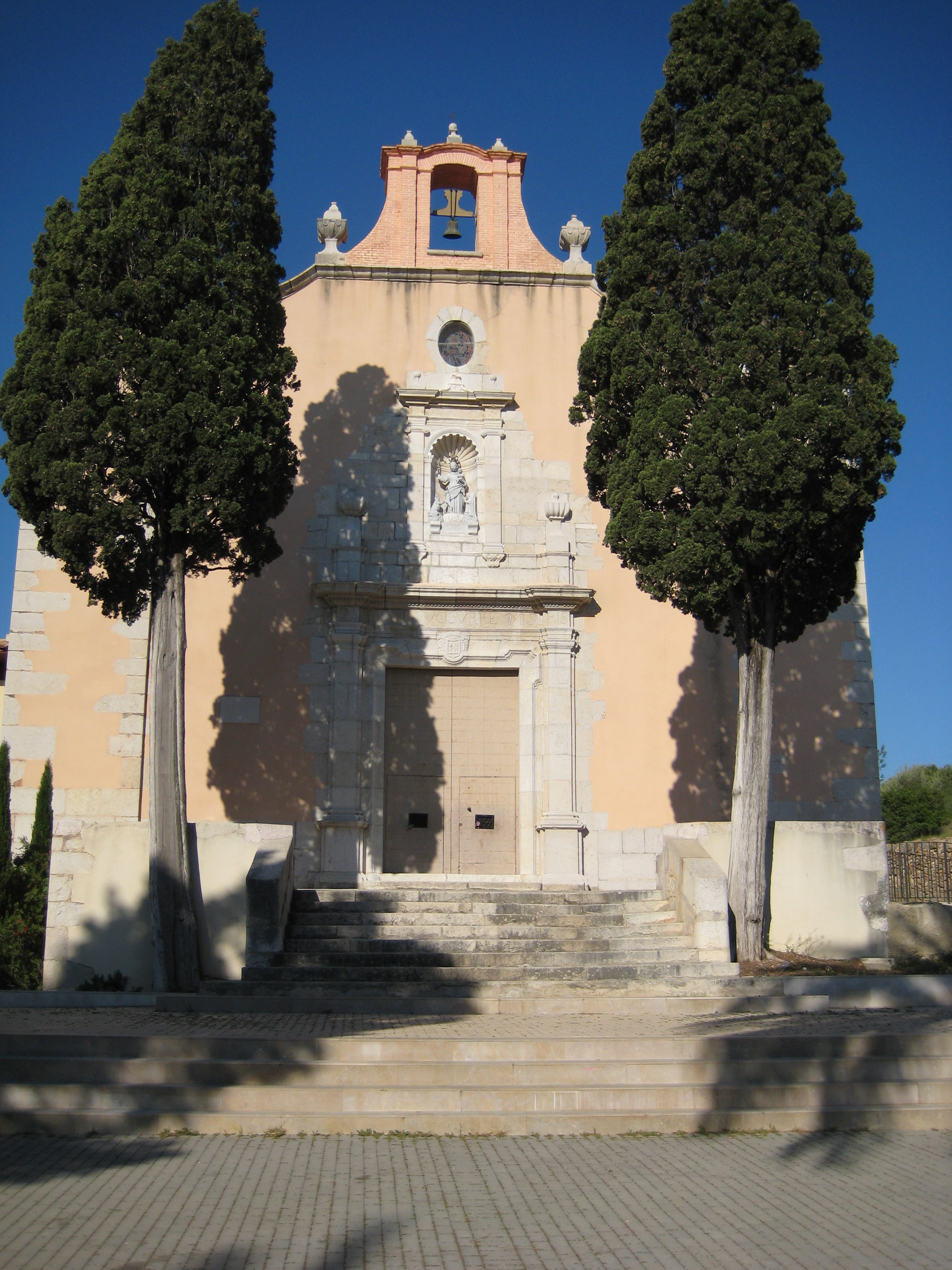
Ermita de la Virgen del Socorro

- Iglesia parroquial. Alzada en el siglo XIV fue reconstruida y ampliada entre 1622 y 1659, en que se dio definitivamente por acabada, aun cuando posteriormente se fueron añadiendo toda una serie de detalles, como son el retablo mayor (hoy desaparecido), el pórtico de entrada principal el 1758 y el mural de la Virgen María del Socorro el 1900, entre otros. La magnífica construcción del edificio parroquial es consecuencia de la corriente renacentista desperdigado en cualquier parte de España, el cual sabe combinar con armonía, pero a la vez con austeridad, las tendencias clásicas. Como resultado de la guerra de 1936-39, el interior del templo quedó totalmente vacío al ser desposeído de sus retablos y ornamentos. Será en acabar esta contienda bélica cuando se empieza una campaña por favorecer la construcción de nuevos retablos, buena parte de estos obra del maestro Daniel Chillida, de entre los cuales hace falta destacar, por su relevancia en el trazado de las líneas y grandeza de detalles, el que hay al altar mayor, datado el 1950 y dedicado en San Lorenzo, patrón de la villa.
- Ermita de la Virgen María del Socorro. Situada a un kilómetro de la población y ubicada en un saludable y apretado paraje arbolado. El camino que lleva es pisado a menudo por numerosos peatones que a la estación veraniega, especialmente, aprovechan para hacer largas caminatas bajo la sombra de la arboleda. El primer documento escrito que hace referencia a la vocación mariana del Socorro en Cálig y la existencia de un lugar destinado a ella está fechado en 1582. De la que fue primera ermita se conserva una parte de su construcción en el que hoy es el bar, puesto que el nuevo santuario se levantó al último tercio del siglo XVIII. El edificio, de estilo neoclásico con esbeltas palestras con ornamentos decorativos, acoge en su interior frescos de una gran belleza colorística pintados por el morellano Joaquín Oliet en 1826. Dentro el recinto ermitaño encontramos el hostal, con dependencias destinadas a alquiler de veraneantes, y el patio de los pozos, además de otros servicios y zonas de recreo.
- Convento de la Santísima Trinidad. Fundado a comienzos del pasado siglo por sor Margarita, su construcción básica forma parte de la arquitectura popular, de dónde sobresale la fachada trabajada con piedra ornamental. El convento es de clausura y está asistido por religiosas de la orden de las Trinitarias dedicadas, entre otras actividades que los son propias, a la realización de labores. Últimamente también se dedican a la producción de chucherías. Su iglesia, pequeña, mantiene una estructura sencilla y acogedora, donde hay un retablo, de estilo parecido a los de la parroquial, y varias pinturas murales que hacen referencia a la orden religiosa.
- Capilla de la Virgen María de los Desamparados. Situada dentro el casco urbano y construida a finales del siglo XVIII, es la única capilla que ha permanecido conservada de las cuatro que había dentro la población.
- Capilla de San José. Se encuentra a medio camino entre la villa y la ermita del Socorro. Fue edificada el 1835.

### Civil

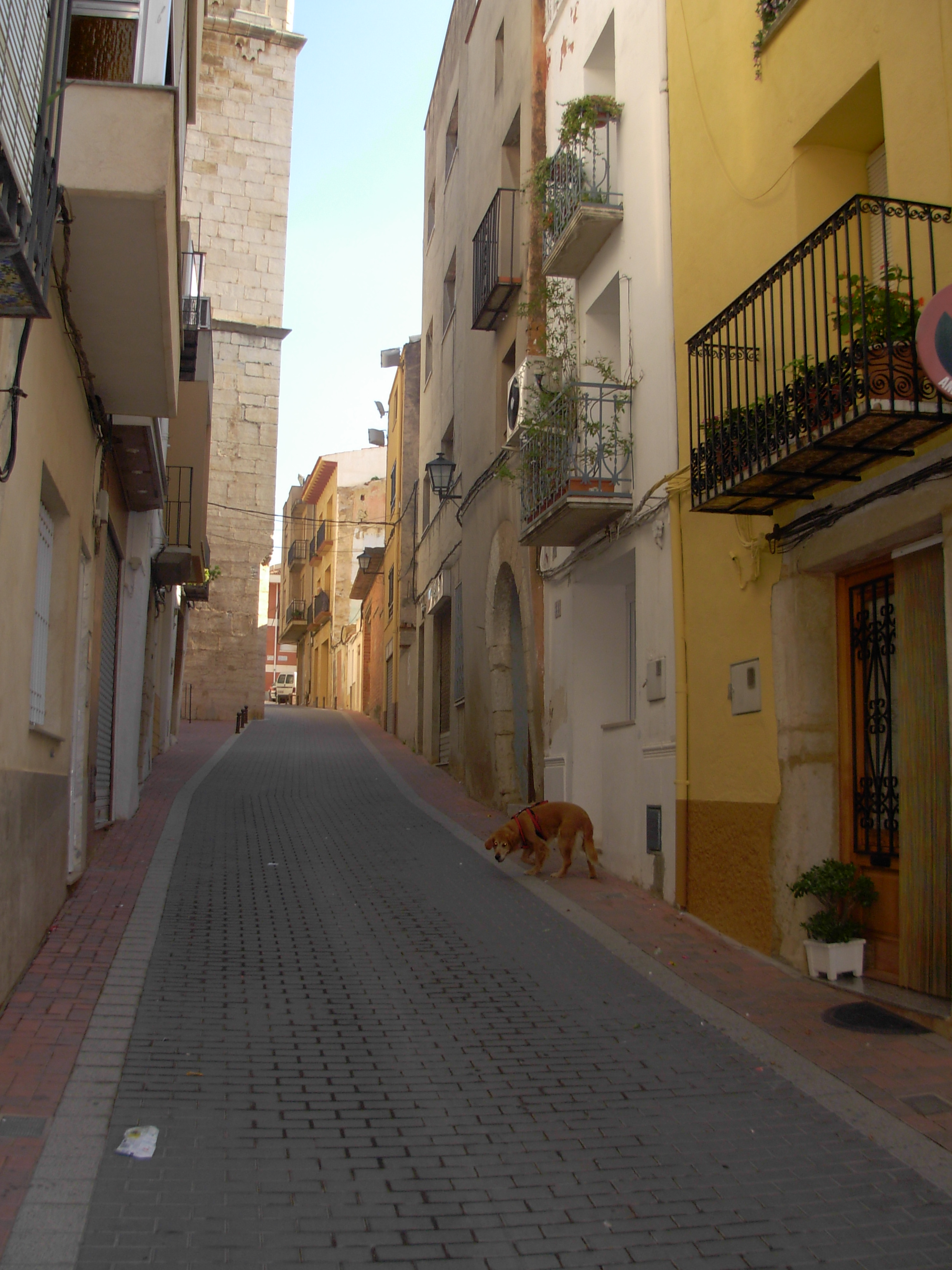
Calle Mayor

- Casco urbano. Los sucesivos arreglos y derribos de viviendas particulares han favorecido un cambio importante con respecto a la fisionomía externa de la población en las últimas décadas, marcado a veces por las oleadas de prosperidad y de gustos en la construcción. A pesar de ello, se conserva inalterado el trazado de las calles y algunas portaladas trabajadas con sillar, sobre todo al núcleo viejo de la villa.
- La Torre. Su sólida construcción, trabajada con piedra de sillar, ha sufrido a lo largo del tiempo algunas modificaciones importantes y ha sido utilizada, entre otros, como sede del Ayuntamiento, prisión y almacén.
- Centro de Cultura. Anteriormente Casal Municipal. El nuevo Centro de Cultura se inauguró en el año 2001, pero el anterior, conocido también como Centro Republicano fue construido durante la Segunda República por los propios vecinos y con sus propias aportaciones. En la actualidad, la nueva edificación ha servido para dotar al pueblo de un Auditorio, una sala de proyección con cabida de 80 espectadores, una sala de reuniones, una biblioteca, una sala de ordenadores con acceso a internet, además de despachos para todas las asociaciones de la población.

## Lugares de interés
- Paraje del Socorro. Con espacio adecuado para realizar acampadas y actividades al aire libre.
- Coll de les Forques.
- Lecho del río Seco.
- Barranco del Surral.

## Fiestas locales
- Fiestas patronales. Se celebran a principios de agosto, dedicadas a San Lorenzo. Habitualmente se realizan a lo largo de toda una semana y están llenas de actividades lúdicas, deportivas y culturales. De entre los actos más destacables hay que mencionar: el Pregón, la Proclamación de las Reinas y Damas de Honor, las carrozas, los bailes de verbena, el baile de la Danza y los toros de calle. Algunos de estos espectáculos son de implantación reciente, de otros, en cambio, se encuentran fuertemente arraigados en la tradición popular.
- Fiesta y Feria del Socorro. Tiene lugar el 6 de septiembre. El día de Nuestra Señora, la fiesta se celebra en la ermita, aunque últimamente hay un cierto interés vecinal por alargarla, ya que la víspera se organizan, en algunas calles de la población, bailes de verbena y cenar de hermandad entre los vecinos al bello medio de la calle. Con todo, el día de feria, el Socorro se llena de caligenses y de gente venida de fuera villa que aprovechan la fiesta por pasar una buena día comprando bisutería y juguetes a los diversos tenderetes que se instalan y participan de la comida de hermandad que ofrece en este día el Ayuntamiento.

También se celebran otros días festivos, pero que coinciden con los que se realizan con el resto de España. Algunas de estas festividades son las hogueras de San Juan o la "lloa" a San Vicente.

## Gastronomía

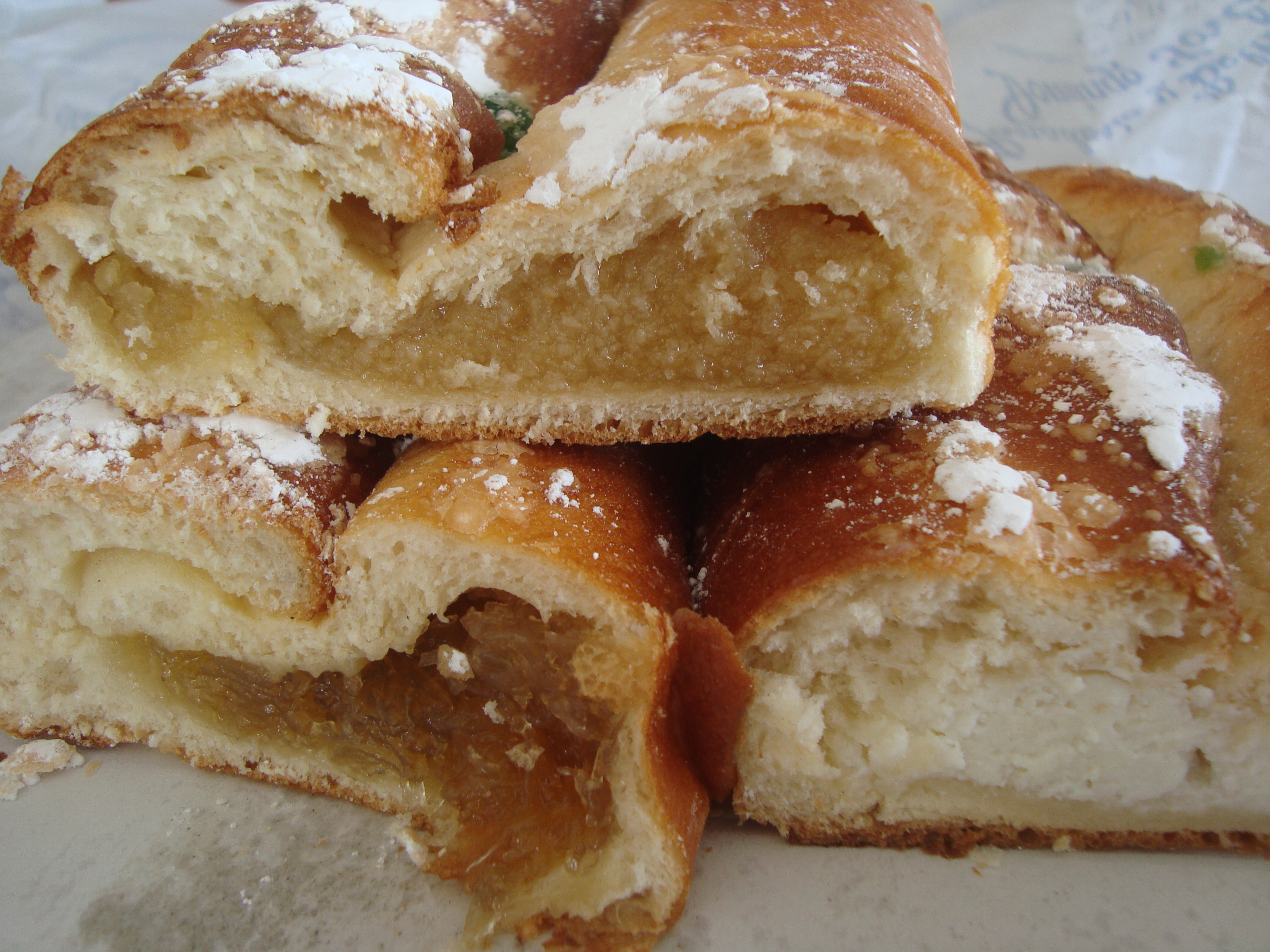
Farinoses dolses

La principal característica de la gastronomía caligense es su ligazón con las fiestas tradicionales: el rollo de San Blas, primetes de San Antonio, harinosa Mona de Pascua, prima de Santa Catalina y de San Nicolás y el mazapán y turrón de feria del Socorro, a los que hay que añadir los pastelitos rellenos de calabaza o de boniato y las afamadas magdalenas de Cálig.
Entre los platos típicos destacan: olla barrejada, guisados, lentejas con chorizo, brou de rata, sopas escaldadas, arroz con pelotas, judías ofegades, suquet de caracoles', sofritos y una extensa variedad de platos cuya base son las legumbres. La caza también forma parte inseparable de esta gastronomía, especialmente los conejos con los que se preparan platos exquisitos acompañados con ajoaceite, con ajo y perejil o con un sofrito de tomate y cebolla.
El vino del Maestrazgo y sus variedades, los jarabes y licores de frutas (granadas y membrillo principalmente) son las bebidas que no podían faltar en una buena mesa.

## Deportes
En la última década Càlig, ha sufrido un notorio aumento en el ámbito deportivo. El deporte por antonomasia en este pueblo es el fútbol, siguiéndole la caza y el frontón a larga distancia. El fútbol en estos últimos años ha sufrido una gran evolución, el Càlig CF, logró el ascenso a la 1.ª Regional Grupo 1, en la temporada 2007/2008, manteniendo durante 8 temporadas al equipo en la categoría, la temporada pasada 2015/2016 el equipó descendió a Segunda Regional, categoría en la cual milita actualmente en la temporada 2016/2017.